# Londonska podzemna železnica
Londonska podzemna železnica (angleško London Underground, znana tudi samo kot the Underground – »podzemna« – oz. pod vzdevkom the Tube - »cev«) je sistem javne podzemne železnice, ki oskrbuje mesto London in dele sosednjih grofij Buckinghamshire, Essex in Hertfordshire na jugovzhodu Anglije v Združenem kraljestvu.
Omrežje ima 270 postaj in približno 400 km prog. Navkljub imenu je manj kot polovica dolžine prog speljanih v predorih pod zemljo, saj je večina omrežja na obrobjih Londona nadzemnega. Poleg tega ne pokriva večine južnih predelov širšega metropolitanskega območja Londona; manj kot desetina postaj je južno od reke Temze. Vseh prog je 11, po njih je bilo v fiskalnem letu 2017/18 prepeljanih 1,357 milijarde potnikov oz. pet milijonov na dan, s čimer je londonska podzemna železnica 11. najprometnejše omrežje hitrega mestnega prevoza na svetu.
Upravlja ga podjetje London Underground Limited (LUL), podružnica korporacije Transport for London (TfL), ki je odgovorna za javni prevoz v širšem metropolitanskem območju Londona. Prihodek od vozovnic je leta 2015 pokril 92 % operativnih stroškov, ki so znašali 2,63 milijona funtov. Podjetje TfL je leta 2003 uvedlo brezstično predplačniško kartico Oyster za nakup vozovnic, od leta 2014 pa omogoča tudi sprotno plačevanje z brezstičnimi bančnimi karticami.
Predhodnik londonske podzemne železnice je Metropolitanska železnica, prva podzemna potniška železnica na svetu, ki je pričela obratovati leta 1863. Prvi predori so bili zgrajeni tik pod površjem z odkopavanjem in pokrivanjem, kasnejši pa so bili izkopani globlje. Ti so ožji in imajo krožen presek, iz česar izvira vzdevek the Tube. Metropolitanski železnici so sledila druga zasebna podjetja, ki so izkopala konkurenčne predore v drugih delih mesta. V začetku 20. stoletja so bile proge poenotene pod skupno blagovno znamko »UndergrounD«, leta 1933 pa so se podjetja združila z avtobusnimi in tramvajskimi prevozniki v Upravo za potniški promet Londona (London Passenger Transport Board, LPTB) ter prevzela blagovno znamko London Transport. V tem obdobju je nastala še danes prepoznavna modernistična ikonografija omrežja, kamor spadata shematski zemljevid in krožni logotip, ki je en od simbolov Londona.

## Seznam prog
| Proga                   | Odprta | Tip           | Dolžina (v km) | Št. postaj | Št. potnikov (v mio./leto) |
| ----------------------- | ------ | ------------- | -------------- | ---------- | -------------------------- |
| Bakerloo line           | 1906   | cevna         | 23,2           | 25         | 111,1                      |
| Central line            | 1900   | cevna         | 74,0           | 49         | 260,9                      |
| Circle line             | 1884   | podpovršinska | 22,5           | 27         | 114,6                      |
| District line           | 1868   | podpovršinska | 64,0           | 60         | 208,3                      |
| Hammersmith & City line | 1864   | podpovršinska | 26,5           | 29         | 114,6                      |
| Jubilee line            | 1979   | cevna         | 36,2           | 27         | 213,6                      |
| Metropolitan line       | 1863   | podpovršinska | 66,4           | 34         | 066,8                      |
| Northern line           | 1890   | cevna         | 57,6           | 51         | 252,3                      |
| Piccadilly line         | 1906   | cevna         | 70,4           | 52         | 210,2                      |
| Victoria line           | 1969   | cevna         | 22,5           | 16         | 200,0                      |
| District line           | 1898   | cevna         | 02,4           | 02         | 015,8                      |